# Gracilinanus emiliae
Espèce
Répartition géographique
Statut de conservation UICN

 DD  : Données insuffisantes
Gracilinanus emiliae est une espèce d'opossum de la famille des Didelphidae. Il est originaire de Colombie, du Brésil, du Vénézuela, de Guyane française et du Surinam.